# Omniverse Enterprise
Omniverse Enterprise是NVIDIA于2021年推出的协作设计平台，基于基于Pixar和NVIDIA RTX，其允许在不同地点，不同设备上共同协作。

## 结构
Omniverse Enterprise包括有Omniverse Nucleus服务器和Nvidia Omniverse Connectors 等。 
Omniverse Create帮助场景加快构成，可以同时实时互动模拟和渲染场景；Omniverse View能够实现协作无缝设计，运用渲染技术达到建筑和工程的可视化。

## 原理
利用Nvidia RTX的实时跟踪技术和Nvidia PhysX的实时物理引擎，设计团队能在共享的虚拟空间中实时协作。